# 守護陣温泉
守護陣温泉（しゅごじんおんせん）は、熊本県阿蘇郡小国町にある温泉。
涌蓋山の東麓に位置。わいた温泉郷の中央部に位置。

## 泉質
- 単純温泉
  - 泉温　44.3℃
- 源泉掛け流し方式。大浴場はなく、全て貸切風呂のみ。

## 温泉地
渓流沿いの道を下っていた先に、日帰り入浴も扱う一軒宿「守護陣温泉」が存在するのみの秘湯。
宿泊は素泊まりのみ。浴室は全てコイン式の貸切風呂となっている。

## アクセス
- 小国町から国道387号を東に10km行き、わいた温泉方面へ4キロ進む。